# Sorbus sharmae
Sorbus sharmae är en rosväxtart som beskrevs av M.F.Watson, V.Manandhar och Rushforth. Sorbus sharmae ingår i släktet oxlar, och familjen rosväxter. Inga underarter finns listade i Catalogue of Life.